# CHILL
CHILL（チル、CCITT HIgh Level Language）は、主として交換機の制御プログラムの記述に用いられる高水準プログラミング言語である。
言語仕様としてはAdaのサブセットとなっているが、Adaの制定に時間がかかったため、CHILLの方が先に制式化されている。Adaとサブセットと言う観点で言えばModula-2と似通っている面もあるが、CHILLがModula-2の影響を受けているわけではない。多重処理の記述に適したプロセスの生成、同期通信、排他制御を記述するための並列処理機能を持つ。大規模開発のため、モジュール間での広域変数・関数のアクセス制御が細かく設定できるのもAda譲りである。並列処理機能に加えて、周期処理や時間依存の処理のような実時間制御機能をサポートしていることも特徴である。
ITUは標準のCHILLコンパイラを提供している。フリーのCHILLコンパイラとしては、GCCにバージョン2.95まではバンドルされていたが、それ以降のバージョンでは削除された。また、Object CHILLと呼ばれるオブジェクト指向のバージョンも開発された。
最初の仕様書は1980年に出版された。国際規格としては、ITU-T（旧CCITT）勧告Z.200として発行されており、これに相当するISO規格はISO/IEC 9496:2003である（両者の文章は同じである）。ITU-T勧告Z.200の最終版は1999年末であり、以降、ITU-Tは同規格の管理を中止している。日本では、保守作業へのみ利用されているとみなされており、2006年10月現在、JIS制定が見送られている。
CHILLはアルカテル System 12やシーメンスEWSDなどのシステムで使用されていた。